# Roeststaartgors
De roeststaartgors (Peucaea ruficauda synoniem: Aimophila ruficauda) is een vogelsoort uit de familie Passerellidae.

## Verspreiding en leefgebied
Deze soort komt voornamelijk voor van het zuiden van Mexico tot het noorden van Costa Rica (dus een groot deel van Centraal-Amerika) en telt vijf ondersoorten:
- P. r. acuminata: het westelijke deel van Centraal-Mexico.
- P. r. lawrencii: Zuidelijk Mexico.
- P. r. connectens: oostelijk Guatemala.
- P. r. ruficauda: Honduras, Nicaragua en noordwestelijk Costa Rica.
- P. r. ibarrorum: zuidoostelijk Guatemala en El Salvador.